# 橫濱擬鰈
橫濱擬鲽（学名：Pseudopleuronectes yokohamae）為輻鰭魚綱鰈形目鰈亞目鲽科擬鲽属的鱼类，俗名黄盖、黄盖鲽、小嘴、孙鲽、沙板。分布于北达朝鲜、鞑靼海峡及日本北海道南部以及东海北部到黄渤海等，属于冷温性底层海鱼，體長可達45公分，棲息在沙泥底質海域，主要以多毛類為食，可做為食用魚及遊釣魚。该物种的模式产地在日本横滨。